# 多賀谷峯経
多賀谷 峯経（たがや みねつね、元禄8年（1695年） - 宝暦9年7月15日（1759年8月7日））は出羽久保田藩の家老。久保田藩士で檜山所預の多賀谷氏当主。戸村家分家の戸村処風（すみかぜ）の子で、初め戸村一学家の当主。のち実兄・多賀谷格重（ただしげ、通称：酉之助、彦太郎）の養嗣子となる。幼名は万千代。通称は左兵衛、隠居して下総。俳号は敬之堂梅坡。
峯経が行った自家栽培用の茶の植樹が北限の茶とされる檜山茶の始めとされる。

## 経歴
元禄8年(1695年)、家格宿老の戸村処風（通称：一学、第3代藩主・佐竹義処より1字を賜い初め処易（すみやす）を名乗る）の三男として出生。母は真崎隆紀（通称：兵庫、第2代藩主・佐竹義隆より1字を賜う）の娘。
初め、公命で多賀谷家の養子になった次兄・格重（ただしげ、第4代藩主・佐竹義格より1字を賜う）の名跡を相続して戸村家分家の当主になったが、後に同じく公命により多賀谷家の家督（次兄・格重の跡目）を相続する（尚、戸村一学家の名跡は戸村義連（十太夫、戸村義国の子）の子が相続した）。この時に、第5代藩主・佐竹義峯より1字を拝領されて峯経と名乗る。
享保14年(1729年)に義峯の命で久保田藩家老に就任。
俳諧や連歌、茶道を好む風流人で奥義会得のために家臣・愛沢氏を上京させて千宗佐の門に学ばせたり、享保17年(1732年)、檜山屋敷に稲津祇空を招いて、東常縁、宗祇系の古今伝授を受けている。
また、京都宇治より茶の種を取り寄せて自家用の茶畑を作らせたがこれが檜山茶の始めとされる。
元文年中刊行の武鑑に出羽久保田藩の家老として「多賀谷左兵衛」の名が見える。なお、同僚に今宮大学が見える。
実子は娘（梅津内蔵丞室）のみで跡取りとなる男子がなく、はじめ戸村義見（十太夫、義連の孫）の次男・峯家（みねいえ、彦太郎）を養子にしていたが早世したために峯家の実弟である峯章（みねあき、将監）を養子とする。
延享2年(1745年)に家老を辞職し、峯章に家督を譲り、通称を下総と改名して隠居。檜山屋敷に閑居した。
宝暦9年7月15日（1759年8月7日）死去。墓所は多宝院。